# Le Donjon (Alby-sur-Chéran)
Le Donjon, est une ancienne maison forte, dont il ne subsiste que de rares vestiges, qui se dressait sur la commune d'Alby-sur-Chéran dans le département de la Haute-Savoie en région Auvergne-Rhône-Alpes.
Il était l'un des sept châteaux, avec Châteauvieux, Montconon, Montdésir, Montpon, Montvuagnard et Pierrecharve, qui assuraient la défense d'Alby.
Ces châteaux constituaient un système défensif permettant de contrôler le passage du torrent.

## Situation
Les vestiges du Donjon sont situés dans le département français de la Haute-Savoie sur la commune d'Alby-sur-Chéran. Il se dressait à l'ouest du Chéran, au centre du bourg autrefois fortifié, au sommet de la colline. À son emplacement s'élève l'église Saint-Maurice et son presbytère.

## Historique
Dès le haut Moyen Âge le site fut fortifié. Les Burgondes, sur les deux collines entre lesquelles coule le Chéran, y établirent des fortifications. Elles sont à l’origine des deux plus anciens châteaux d'Alby-sur-Chéran ; Donjon et Châteauvieux. Ils commandaient alors le passage à gué sur la rivière sur la route reliant Annecy à Chambéry.
Il devait dépendre des seigneurs de Montpon, qui transposèrent leur résidence, plus au nord, sur des terres leur appartenant, dans une boucle du Chéran. Il semble qu'il fut détruit à la fin du XIIe siècle.

## Description
Il n'en subsisterait que la chapelle castrale, réemployée dans le chœur de l'église et les maigres vestiges d'une tour.
La tour maitresse devait s'élever devant l'église. À droite du presbytère, s'élevait une autre tour, plus petite, découronnée à la Révolution et dont il reste quelques vestiges.